# Giovanni Battista Gordigiani
Giovanni Battista Gordigiani (17. července 1795, Mantova – 2. března 1871, Praha) byl italský hudební skladatel a barytonista.

## Životopis
Narodil se v Mantově jako nejstarší syn barytonisty Antonia Gordigianiho. Jeho starší bratr Luigi byl hudební skladatel a strýc Michele byl malíř.
Po šestiletém studiu na Královské hudební konzervatoři v Miláně, od roku 1817 zpíval ve florentském divadle alla Pergola a v divadle v Pise.
Později odešel z pódia, a vystupoval pouze na koncertech pořádaných pro významné osobnosti a později se věnoval již jen pedagogické činnosti. Nejprve vyučoval v bavorském Řezně a od roku 1822 na Pražské konzervatoři, kde setrval až do své smrti.
Giovanni Battista Gordigiani zemřel v Praze v roce 1871 ve věku 75 let.

### Hudební tvorba
Zkomponoval četné duchovní kantáty, písně, několik instrumentálních skladeb a tři opery: Pigmalione (1845), Consuelo (1846) a Lo scrivano Pubblico (1850).